# Права ЛГБТ в Гватемале
Лесбиянки, геи, бисексуалы и трансгендеры (ЛГБТ) в Гватемале могут столкнуться с правовыми проблемами, с которыми не сталкиваются жители страны, не относящиеся к ЛГБТ. В Гватемале разрешены как мужские, так и женские однополые сексуальные отношения.
Сексуальная ориентация и гендерная идентичность не включены в законы страны о недискриминации, однополые пары и семьи с однополыми родителями не имеют права на ту же правовую защиту, которая доступна разнополым супружеским парам. Большинство жителей Гватемалы принадлежат к католической или протестантской церкви. Поэтому отношение к представителям ЛГБТ-сообщества, как правило, отражает преобладающие религиозные взгляды. Тем не менее, в последние годы ЛГБТ постепенно становятся все более заметными и принимаемыми, что соответствует общемировым тенденциям. Кроме того, Гватемала юридически связана с решением Межамериканского суда по правам человека от января 2018 года, который постановил, что однополые браки и признание гендерной идентичности в официальных документах являются правами человека, защищенными Американской конвенцией по правам человека. 

## Легальность однополых сексуальных отношений

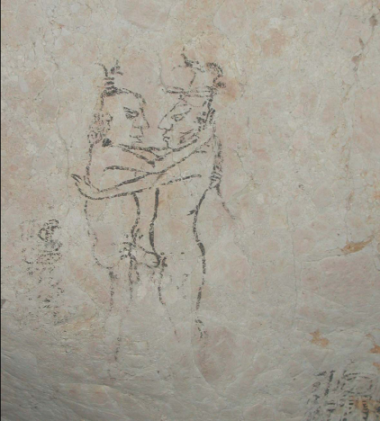
Наскальная живопись майя, изображающая двух мужчин, совершающих половой акт, расположенная в Нах-Тунич

Цивилизация майя, существовавшая в Гватемале до прибытия испанцев, была терпима к гомосексуализму. Существовала тесная связь между ритуалами и гомосексуальной активностью. Некоторые шаманы совершали гомосексуальные акты со своими участниками, а жрецы совершали ритуальные гомосексуальные акты со своими богами.
После испанского завоевания и включения современной Гватемалы в состав вице-королевства Новая Испания содомия стала караться сожжением на костре. Христианство, которое традиционно считало гомосексуализм греховным, также было привнесено в регион, и, таким образом, относительная открытость, окружавшая гомосексуализм, исчезла.
Консенсусные, некоммерческие, частные однополые сексуальные отношения являются законными в Гватемале с 1871 года.

## Признание однополых отношений
Не существует юридического признания однополых пар в форме однополых браков или в более ограниченной форме гражданских союзов или соглашений о домашнем партнерстве.
Бывший президент Альваро Колом поддерживает гражданские союзы для однополых пар. В декабре 2016 года депутат Сандра Моран вместе с различными группами объявила о внесении законопроекта о гражданских союзах в Конгресс Гватемалы. Моран признала, что ее предложение подвергнется резкой критике со стороны консервативных групп, но утверждала, что «общество состоит не только из этих людей, но и из людей, которые думают иначе». Кроме того, она призвала модернизировать Гватемалу в вопросах признания и поддержки всех граждан. С тех пор законопроект не обсуждался.

### Постановление Межамериканского суда по правам человека 2018 года
В январе 2018 года Межамериканский суд по правам человека постановил, что Американская конвенция по правам человека предписывает и требует признания однополых браков. Это решение было полностью обязательным для Коста-Рики и создает обязательный прецедент для других стран Латинской Америки и Карибского бассейна, включая Гватемалу. Суд постановил, что однополые браки являются правом человека.
В то время как правозащитные группы приветствовали это решение, католическая церковь, религиозные группы и консервативные организации выступили против. Конституционные юристы призвали правительство соблюдать постановление.
В ответ на решение МСПЧ несколько законодателей внесли законопроект о так называемой «жизни и защите», который ужесточает наказание за аборты и прямо запрещает однополые браки. Если законопроект будет принят, он будет криминализировать женщин, у которых случаются выкидыши (что, по некоторым статистическим данным Национальной медицинской библиотеки США, составляет до 30% всех беременностей), и будет определять семью как «состоящую из отца, матери и детей». Кроме того, законопроект устанавливает, что «свобода совести и самовыражения» защищает людей от того, чтобы их «обязывали принимать негетеросексуальное поведение или практику за норму». Законопроект также вызвал дополнительную критику, поскольку он ошибочно и ненаучно описывает гомосексуальность как «противоречащую биологии и генетике». Законопроект уже прошел первое и второе чтения, и теперь ему предстоит окончательное третье чтение, чтение каждой отдельной статьи и, наконец, подпись президента. Президент Джимми Моралес выразил поддержку этому предложению, сказав: «Я напоминаю народу Гватемалы, что его учреждения и должностные лица, согласно статье 156 Политической конституции республики, не обязаны выполнять незаконные приказы. Гватемала и наше правительство верят в жизнь. Наше правительство и Гватемала верят в семью, основанную на браке мужчины и женщины». Использование им термина «незаконный» фактически неверно, поскольку Гватемала, как и большинство стран Латинской Америки, дала клятву поддерживать международное право, уважать права человека и следовать юрисдикции и практике Межамериканского суда по правам человека.
В случае принятия законопроект будет противоречить международному праву в отношении однополых браков, в частности Американской конвенции по правам человека. ЛГБТ-активисты объявили о своем намерении оспорить предложение в Конституционном суде и, если потребуется, в самом Межамериканском суде по правам человека. В сентябре 2018 года третье чтение законопроекта было заблокировано, и с тех пор он не обсуждался в Конгрессе.
8 марта 2022 года Конгресс Гватемалы 8 марта принял закон о «жизни и защите», который предусматривает запрет однополых отношений, обсуждение сексуального разнообразия в школах и предусматривающий до 10 лет тюрьмы для женщин за аборт. Ожидается, что закон скоро подпишет президент Алехандро Джамматтеи.

## Защита от дискриминации
Законы Гватемалы не запрещают дискриминацию по признаку сексуальной ориентации или гендерной идентичности в таких сферах, как трудоустройство, образование, жилье, здравоохранение, банковское дело или другие места общественного пользования, такие как кафе, рестораны, ночные клубы и кинотеатры. Единственным исключением является Кодекс детства и юношества, принятый в 1997 году, который защищает детей и подростков от дискриминации на основании различных факторов, включая их собственную сексуальную ориентацию и ориентацию их родителей.
В мае 2017 года депутат Сандра Моран представила в Конгресс законопроект, направленный на реформирование статей 27 и 202 Уголовного кодекса с целью включения сексуальной ориентации и гендерной идентичности в число защищаемых категорий. 

## Гендерная идентичность и самовыражение
С 2016 года трансгендеры в Гватемале могут менять свое юридическое имя, чтобы оно соответствовало их гендерной идентичности, после разрешения суда. Однако они не могут изменить свой юридический пол.
В декабре 2017 года в Конгресс был внесен законопроект о признании права на гендерную идентичность и разрешении трансгендерам менять имя и пол в свидетельствах о рождении. В августе 2018 года Комиссия по законодательным и конституционным пунктам и Комиссия по делам женщин отклонили законопроект.

## Политика
В январе 2016 года Сандра Моран была избрана в Конгресс, став первым в стране открытым ЛГБТ-законодателем. Она является первым в стране открытым законодателем-лесбиянкой и членом левой политической партии «Конвергенция».
На всеобщих выборах в Гватемале в 2019 году в общей сложности четыре открытых гея баллотировались в депутаты. Двое открытых геев были среди кандидатов, претендовавших на места в Конгрессе: Альдо Давила, исполнительный директор Asociación Gente Positiva, расположенной в Гватемала-Сити организации по оказанию услуг в сфере ВИЧ/СПИДа, член левой партии коренных народов Winaq, и Отто Рене Феликса, член крайне левой партии Гватемальское национальное революционное единство (URNG). Два открытых гея баллотировались на места в Центральноамериканском парламенте: Хосе Карлос Эрнандес Руано, член партии Semilla, и Генри Кортес, член Convergence. После выборов в июне Давила стал первым открытым геем, избранным в Конгресс Гватемалы. Он пообещал бороться за права ЛГБТ в стране после вступления в должность в январе 2020 года, добиваясь принятия законодательного предложения, предусматривающего уголовную ответственность за преступления на почве ненависти и разжигание ненависти к ЛГБТ-сообществу, а также «закона о гендерной идентичности», который позволит трансгендерам менять свои официальные документы в соответствии со своим гендерным статусом. Он также стремится создать национальную комиссию по рассмотрению жалоб и мониторингу дискриминации в отношении женщин, молодежи и ЛГБТ. Эрнандес Руано был избран в Центральноамериканский парламент. 

## Социальные условия

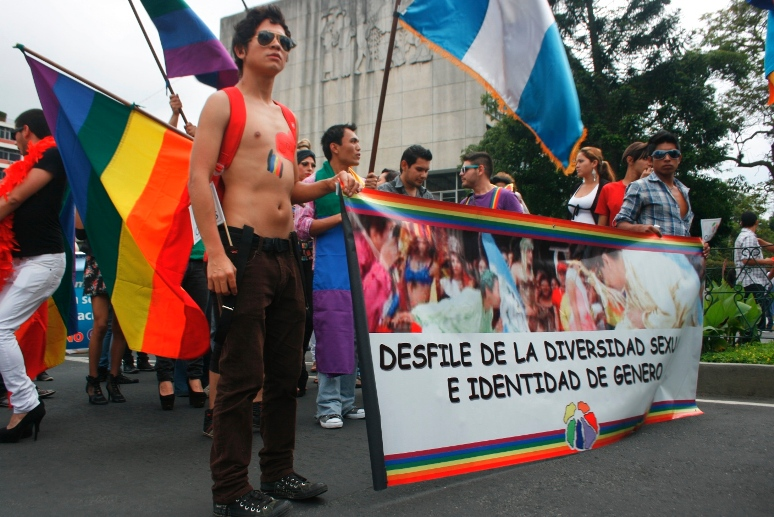
Участники акции ЛГБТ-прайда в Гватемале, 23 июня 2012 года

Несмотря на то, что гомосексуализм условно разрешен с 1871 года, в гватемальском обществе преобладают негативные социальные установки, известны случаи преследования и даже целенаправленных убийств представителей ЛГБТ. Например, хотя в 1976 году было разрешено открыть гей-бар, он оставался единственным разрешенным гей-баром в Гватемале до конца 1990-х годов.
Большинство жителей Гватемалы являются членами католической, фундаменталистской пятидесятнической или восточной православной конфессий, которые традиционно придерживаются социально-консервативных взглядов и, в частности, считают гомосексуализм и переодевание признаками безнравственности. Эти социально-консервативные христианские взгляды также отражены в доминирующих политических партиях страны. Национальное единство надежды - христианская социал-демократическая партия, а Патриотическая партия - консервативная, если не сказать правая, политическая партия. Большинство других политических партий, даже более либеральные или левые партии, в целом игнорируют вопрос прав ЛГБТ.
Несмотря на эти проблемы, ЛГБТ-сообщество стало более заметным с 1990-х годов, а переориентация страны на демократизацию, мир и права человека принесла определенную пользу правам ЛГБТ. В 1993 году было разрешено создать OASIS (Организацию по поддержке интегральной сексуальности перед лицом СПИДа) как некоммерческую группу, которая будет предоставлять комплексное образование в области ВИЧ/СПИДа, ориентированное на ЛГБТ-сообщество. Окончание гражданской войны в 1996 году и последующее продвижение демократизации и прав человека позволили OASIS также работать над правами ЛГБТ. Первый гей-парад в стране состоялся в столице Гватемала-Сити в 2000 году.
Как и во многих других странах третьего мира, ЛГБТ-сообщество Гватемалы сталкивается с сильным и растущим контрастом, вызванным подъемом и ростом фундаменталистского пятидесятнического населения страны.

## Насилие против ЛГБТ
Сообщается, что правительство терпимо относится к преступлениям на почве сексуальной ориентации или гендерной идентичности, особенно когда преследования или насилие направлены на трансгендерных людей. Отсутствие защиты гражданских прав и защиты от преступлений на почве ненависти объясняется преобладающим консервативным отношением к сексуальной идентичности и гендерным ролям.
В конце 1990-х годов Организация Объединенных Наций и некоторые неправительственные организации сообщили, что ЛГБТ в Гватемале систематически становятся мишенью для убийства в рамках «кампании социальной чистки». Одной из наиболее известных жертв этой кампании стал трансгендерный СПИД-активист Луис Паленсия, который был застрелен в Гватемале в 1997 году.

## Общественное мнение
Согласно опросу, проведенному в июле 2010 года компанией Cid-Gallup, 85% населения страны выступили против однополых браков, 12% поддержали их, а 3% не определились.
Согласно опросу Pew Research Center, проведенному с 10 ноября по 16 декабря 2013 года, 12% респондентов поддержали однополые браки, 82% высказались против.
Опрос ILGA, проведенный с 18 апреля по 20 июня 2014 года, показал, что 23% населения Гватемалы поддерживают однополые браки.
В мае 2015 года PlanetRomeo, социальная сеть ЛГБТ, опубликовала первый индекс счастья геев (GHI). Геям из более чем 120 стран был задан вопрос о том, как они относятся к взглядам общества на гомосексуальность, как они воспринимают отношение к ним со стороны других людей и насколько они удовлетворены своей жизнью. Гватемала заняла 69-е место с показателем GHI 40.
AmericasBarometer 2017 года показал, что 18% гватемальцев поддерживают однополые браки.  

## Итоговая таблица
| Однополые сексуальные отношения разрешены                                                              | (с 1871)                                                                                   |
| Равный возраст сексуального согласия                                                                   | (с 1871)                                                                                   |
| Антидискриминационные законы только в сфере занятости                                                  | No                                                                                         |
| Антидискриминационные законы в сфере предоставления товаров и услуг                                    | No                                                                                         |
| Антидискриминационные законы во всех других областях (включая косвенную дискриминацию, язык ненависти) | No                                                                                         |
| Антидискриминационные законы в сфере образования                                                       | (с 1997)                                                                                   |
| Однополые браки                                                                                        | No                                                                                         |
| Признание однополых пар                                                                                | No                                                                                         |
| Усыновление приемных детей однополыми парами                                                           | No                                                                                         |
| Совместное усыновление однополыми парами                                                               | No                                                                                         |
| ЛГБТ могут открыто служить в армии                                                                     | No                                                                                         |
| Право на смену юридического пола                                                                       | / (С 2016, трансгендерные лица могут изменить свое юридическое имя, но не юридический пол) |
| Доступ к ЭКО для лесбиянок                                                                             | No                                                                                         |
| Коммерческое суррогатное материнство для пар геев-мужчин                                               | No                                                                                         |
| Мужчинам, практикующим секс с мужчинами, разрешено сдавать кровь                                       | No                                                                                         |